# Виво (филм)
Виво (енгл. Vivo) амерички је рачунарски-анимирани мјузикл-хумористички филм из 2021. године, продуцента Sony Pictures Animation-а. Филм је режирао Кирк Демико и корежирао Брендон Џефордс, из сценарија Демика и Кијаре Алегрије Хјудис, и приче која је темељена на оригиналној идеји Питера Барсокинија; песме је написао Лин-Мануел Миранда, који позајмљује глас насловном лику. Гласове такође позајмљују Инајрали Симо, Зои Салдана, Хуан де Маркос Гонзалез, Брајан Тајри Хенри, Никол Бајер и Глорија Естефан. Представља први филмски мјузикл Sony Pictures Animation-а.
Филм је издат 30. јула 2021. у одабраним биоскопима, а 6. августа 2021. године је дигитално издат на Netflix-у. Филм је генерално добио позитивне критике критичара, који су похвалили анимацију, гласовне наступе и музичке нумере.

## Радња
У Хавани, Андрес Хернандез и његов кинкаџу, Виво, свирају заједно на тргу. Једног дана након њиховог наступа, Андрес добија писмо од Марте Сандовал, његове старе пријатељице, у ком га обавештава да се повлачи из музичке каријере. Писмо нуди прилику за поновно повезивање у Мајамију, у Мамбо Кабани и за Андреса да напокон исприча Марти шта осећа према њој кроз песму коју је написао само за њу. Виво, задовољан својим животом на Куби, нерадо помаже Андресу и одлази. Следећег јутра, Андрес је умро у сну, а те ноћи на тргу се одржава сахрана, којој присуствују Андресова нећака, Роса, и њена ћерка, Габи, пре него што се врате у свој дом у Ки Весту.
Стидећи се свог ранијег оклевања, Виво се заветује да ће натерати Марту да чује Андресову песму. Одлази у Ки Вест са Габи и Росом. Габи је одушевљена када открије да се Виво крије у њеним стварима и објашњава му како је она неприхваћена у свом родном граду јер се разликује од свих осталих и не жели да буде део њене извиђачке групе, Пешћани долари. Габи проналази Андресову песму и пристаје да помогне Виву да песму достави Марти. Под маском да присуствују продаји колачића у граду, Габи и Виво купују карте за аутобус да дођу на Мартов наступ, али их заустављају три Пешчана долара, који показују интересовање за Вива. Габи и Виво успевају да им побегну, али пропуштају аутобус. Завршавају у Еверглејдсу и раздваја их страшна кишна олуја, губећи песму.
У потрази за Габи, Виво наилази на ружичасту кашичарку по имену Данкарино, који није успео да пронађе љубав са неким од својих. Уз помоћ Вива, он је успева да освоји срце Валентине. Њих двоје касније су спасили Вива од [Бурмански питон[|бурманског питона]], који мрзи буку, по имену Лутадор. У међувремену, Габи открива да су је на броду пратили Пешчани долари и да држе Андресову песму, чувајући је од ње све док их не одведе до Вива. Када Лутадор нападне девојчице, Виво их спашава, али се песма притом уништава. Тужан, Виво размишља о повратку на Кубу, све док не схвати да он и Габи могу поново створити песму, јер он зна мелодију, а Габи зна текст. Заједно стижу у Мајами и траже Марту, која је сазнала за Андресову смрт и одбија да изађе на сцену.
Габи и Виво се ушуњају у Мамбо Кабану, али Габи не може ући и каже Виву да настави без ње. Убрзо ју је ухватило обезбеђење и њена бесна мајка, која је открила да је побегла. Виво проналази жалосну Марту која га препознаје по Андресовој фотографији са осмртнице и испоручује песму. Дирнута песмом, Марта је ревитализована и одлучује да изађе на сцену. Виво затим лоцира Габи и Росу, које се свађају док се враћају кући. Габи коначно и у сузама говори своја осећања својој мајци: осетила је потребу да буде део мисије Вива да испоручи песму јер Андрес никада није успео да каже Марти колико је воли, баш као што ни она није успела да каже оцу пре него што је он умро. Дубоко дирнута, Роса уверава своју ћерку да је њен отац знао колико га воли, и вози Габи и Вива назад на концерт, таман на време да чују Марту како свира Андресову песму. Виво одлучује да остане на Флориди са Габи и Росом, а Габи и Виво приређују сопствену представу у граду са Мартом.

## Улоге
| Улога          | Оригинални глас         | Српски глас |
| -------------- | ----------------------- | ----------- |
| Виво           | Лин-Мануел Миранда      | н. п.       |
| Габи           | Инајрали Симо           | н. п.       |
| Роса           | Зои Салдана             | н. п.       |
| Андрес         | Хуан де Маркос Гонзалез | н. п.       |
| Данкарино      | Брајан Тајри Хенри      | н. п.       |
| Валентина      | Никол Бајер             | н. п.       |
| Лутадор        | Мајкл Рукер             | н. п.       |
| Марија         | Глорија Естефан         | н. п.       |
| Пешчани долари | Кејти Лоус              | н. п.       |
| Пешчани долари | Оливија Трухиљо         | н. п.       |
| Пешчани долари | Лидја Џевет             | н. п.       |
| Монтоја        | Кристијан Очоа          | н. п.       |
| г. Хеншо       | Брендон Џефордс         | н. п.       |
| Глорија        | Глорија Калдерон Келет  | н. п.       |
| Боб            | Лесли Дејвид Бејкер     | н. п.       |